# جول (موقع ويب)
غول (بالإنجليزية: Goal) هو موقع إخباري دولي لكرة القدم تأسس عام 2004 من قبل تشيكو ميريغي و جيانلويجي لونجيتوني بيتوني. وهي مملوكة حاليًا لشركة دازن . غول هو أكبر موقع كرة قدم على الإنترنت في العالم ،  وثاني أكبر موقع رياضي على الإنترنت ، بعد إي إس بي إن . يمثل موقع غول واحدًا من أكبر مجتمعات كرة القدم في العالم مع 19 لغة تغطي أكثر من 50 دولة. يوفر الموقع للمستخدمين نتائج مباشرة وآخر الأخبار من أندية كرة القدم من خلال موقعه التفاعلي وتطبيقات الجوال والقنوات الاجتماعية.
تم نشر غول بـ 19 لغة ، مع 38 طبعة محلية و 500 مساهم.

## التاريخ
استحوذت بيرفورم غروب على غول في عام 2011 ، ودفعت 18 مليون جنيه إسترليني لمستثمري الموقع ، بما فيهم بيسمر فينتور بارتنرز .
في عام 2012 ، تم التحقيق في الموقع من قبل إدارة الإيرادات والجمارك في حكومة المملكة المتحدة بشأن استخدام متدربين غير مدفوعي الأجر.
في مارس 2019 ، أعادت DAZN تنظيم قسم بيرفورم ميديا إلى دازن ميديا ، والذي يتضمن غول.

## الجوائز
في عام 2017 ، فاز موقع غول بجائزة أفضل موقع إخباري رياضي في حفل جوائز دروم اونلاين ميديا. " 

## غول 50
منذ موسم 2007-08 ، يتم اختيار أفضل 50 لاعباً في الموسم من قبل صحفيي غول . بدءًا من موسم 2018-19 ، تم تقسيم 50 لاعباً إلى 25 رجلاً و 25 امرأة ، مع تتويج فائز من كلا الجنسين.

### الفائزون رجال
| الموسم  | الفائز            | نادي            |
| ------- | ----------------- | --------------- |
| 2007–08 | كريستيانو رونالدو | مانشستر يونايتد |
| 2008-09 | ليونيل ميسي       | برشلونة         |
| 2009-10 | ويسلي شنايدر      | إنترناسيونالي   |
| 2010-11 | ليونيل ميسي       | برشلونة         |
| 2011-12 | كريستيانو رونالدو | ريال مدريد      |
| 2012-13 | ليونيل ميسي       | برشلونة         |
| 2013-14 | كريستيانو رونالدو | ريال مدريد      |
| 2014-15 | ليونيل ميسي       | برشلونة         |
| 2015–16 | كريستيانو رونالدو | ريال مدريد      |
| 2016–17 | كريستيانو رونالدو | ريال مدريد      |
| 2017-18 | لوكا مودريتش      | ريال مدريد      |
| 2018-19 | فيرجيل فان ديك    | ليفربول         |
| 2019-20 | روبرت ليفاندوفسكي | بايرن ميونيخ    |

### الفائزات سيدات
| الموسم  | الفائز       | نادي                      |
| ------- | ------------ | ------------------------- |
| 2018-19 | ميغان رابينو | Reign FC                  |
| 2019-20 | بيرنيل هاردر | فولفسبورج في إف إل تشيلسي |

## NxGn
منذ موسم 2015-16 ، صنّف موقع غول أفضل 50 لاعبًا تقل أعمارهم عن 19 عامًا في ذلك الموسم ، مع اختيارات قام بها مراسلو غول ، تُعرف القائمة الناتجة باسم قائمة NxGn ".

### الفائزون
| الموسم  | الفائز             | نادي (ق)            |
| ------- | ------------------ | ------------------- |
| 2015–16 | يوري تيلمانس       | آر إس سي أندرلخت    |
| 2016–17 | جيانلويجي دوناروما | نادي ميلان الايطالي |
| 2017-18 | جاستن كلويفرت      | اياكس               |
| 2018-19 | جادون سانشو        | بوروسيا دورتموند    |
| 2019-20 | رودريجو            | ريال مدريد          |